# Pain brié

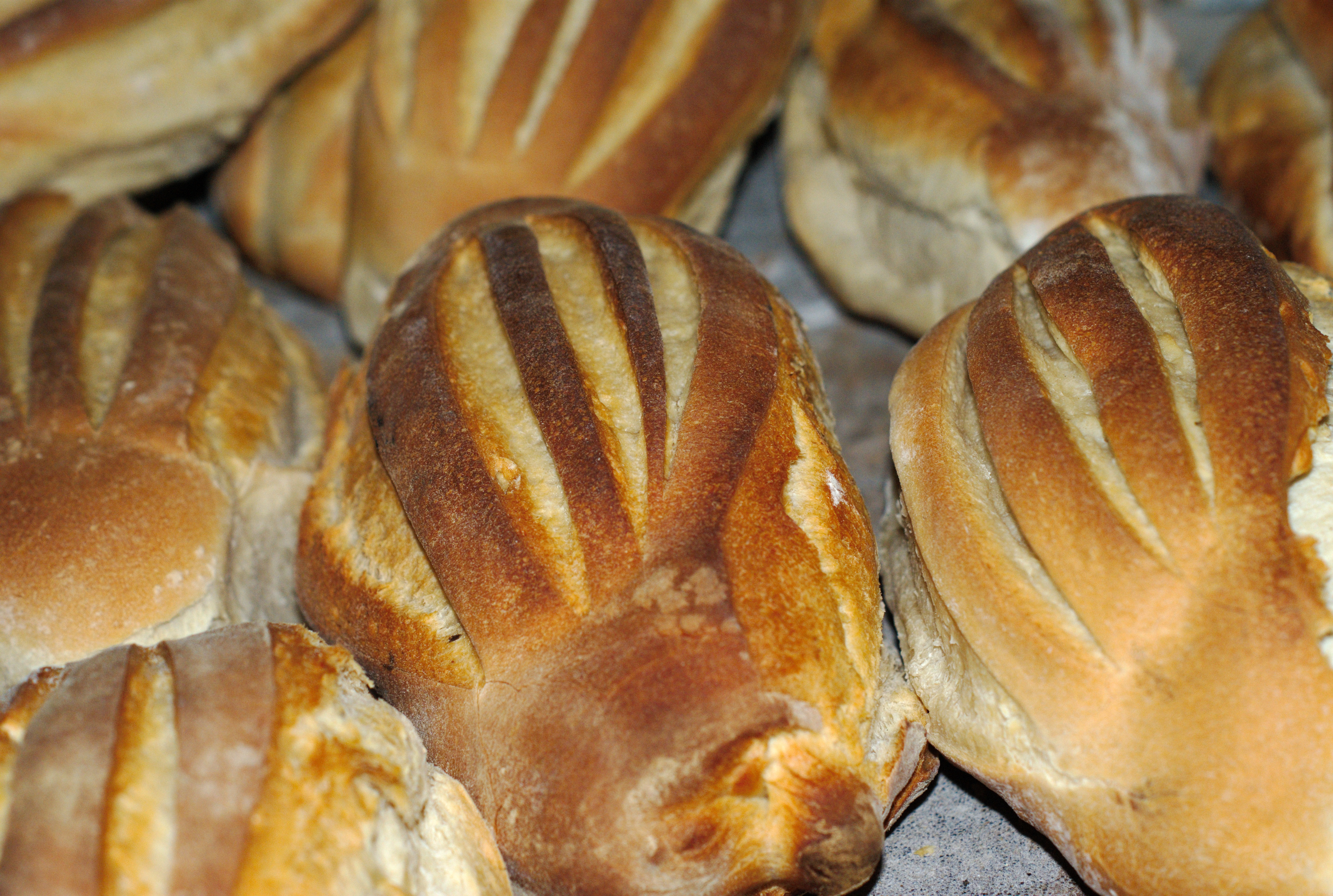
Pains briés.

El pain brié es un tipo de pan tradicional de Normandía. Su nombre procede del proceso de amasado, ya que brié procede del verbo normando antiguo brier, ‘aporrear'. 
Su preparación incluye un largo periodo de amasado y golpeado de la masa, lo que hace que se apriete y da como resultado un pan pesado con una corteza dura.